# 拉菲兹南利
拉菲兹·南利（1977年9月14日—），马来西亚政治人物，雪兰莪州班登国会议员，曾任人民公正党署理主席、经济部长。拉菲茲同时也是揭弊組織全國監督與吹哨者中心（NOW）和政策措施研究中心（Invoke）的創辦人。

## 背景
拉菲茲出生於馬來西亞登嘉樓州東北部的勿述县，并在甘马挽县成长。自小家境貧困，他的父親是名受薪的割膠工人，母親是名家庭主婦。儘管如此，他非常注重教育的父親堅持把孩子們送入有“馬來伊頓公學”之稱的江沙馬來書院（MCKK）就讀。在江沙馬來書院時，拉菲茲每年考取全級第一，也在马来西亚高等教育文凭（SPM）考試中以全校最優秀的成績畢業。拉菲茲在中學时曾代表過江沙馬來書院參加著名的首相杯全國最佳辯手賽，并連續兩年獲得最高殊榮最佳辯手獎。校內成績與課外活動分數兼優的拉菲茲因此取得國內外政府提供的全額獎學金負笈英國升造。
在英國留學時，拉菲茲以第一等文憑畢業于歷史悠久的利茲大學電器工程系。完成學業後，他并沒有往大學所念的工程專業發展，反而進入會計公司上班。不久後拉菲茲考取了歐洲最大的會計師公會－英格蘭及威爾士特許會計師公會（ICAEW）的特許會計師資格。拉菲茲在留英時代就積極參與政治活動。
2003年回到馬來西亞後，根據當初的獎學金條例，拉菲茲必須服務其中一間國有企業，以報答資助方。拉菲茲因此進入马来西亚國家石油公司工作，加入該公司後，他的才幹受到同事及領導賞識，很快的他就被擢升為公司史上最年輕的總經理。四年後，他擢升至高級總經理，再次打破公司的記錄，成為公司史上最年輕的高級總經理。在國家石油公司任職期間，拉菲茲管理了許多業務組合，包括國家石油公司的300億美元（約1200億令吉）石化資產。2009年，拉菲茲辭去國家石油公司的高級總經理一職，選擇加入馬來西亞最大型的綜合醫療保健公司發馬（Pharmaniaga），擔任總經理一職。同年，好友人民公正黨實權領袖安華遊說拉菲茲，他毅然辭去高薪職位并加入年資微博的雪蘭莪州經濟顧問辦公室，拉菲茲因此從九十年代及千禧年的歐洲公正黨領袖擢升成黨母體核心成員。2012年7月，拉菲茲聽取安華的意見，決定從人民公正黨幕後走到前線，競選黨內要職及參加翌年的全國大選。
2013年5月5日的第十三屆大選中，拉菲茲以26,729張多數票當選為雪蘭莪州班登國會議員，其得票是對手國陣馬華公会候選人林展宇的兩倍之多。
2016年，拉菲兹为了為刚成立不久的希望聯盟创造执政中央的条件，成立了名为Invoke的政策措施研究中心，以为公正党招揽新血，并成功招揽了数百位国内外名校毕业并学有所长的热血青年，为第十四届大选提供重要的人才智囊。除了收集大数据、展开民意调查、进行社会媒体宣传等，拉菲兹以Invoke“战车”途经大部分西马地区，并以每个周末拜访7、8个国会选区的速度在一年内为50个在野党边缘选区宣传拉票，但无法进入东马。此外，接受Invoke协助的候选人也须在参选之前公布个人财产。
拉菲茲自從政起，因頻繁揭露及指控國陣政府（Barisan Nasional）的各種貪污舞弊案而被政府視為頭號眼中釘。2018年的第十四屆大選拉菲兹因之前揭露了臭名昭著的部长莎丽扎加里尔丈夫养牛贪污案，于2018年2月7日被莎阿南地庭被判坐牢30个月，失去上阵资格而不寻求连任。

## 意見
拉菲茲的政治意識形態屬於中間偏左，反對極左、極右、民粹主義。主張議員應該透明化公開個人財產、主張國家為才適用、支持多源流教育制度、反對從政者及其家族參與政府工程項目、反對20世紀70年代政府為援助馬來人而設的新經濟政策、反對全球伊斯蘭極端主義、反對伊斯蘭阿拉伯化。拉菲茲因時常揭露政府的貪污案醜聞如國家養牛案、國家基建公司貪污案、聯邦土地局貪污案等而获称为“爆料天王”。拉菲茲是馬來西亞首位倡議政治人物應公開個人財產的政治領袖。2018年大選後，各州及聯邦政府紛紛效仿。

## 争议与事件
拉菲茲被控洩露國家養牛公司（NFC）的銀行機密文件。2017年3月7日，拉菲茲在八打靈再也公正黨總部向記者出示本地一家銀行副本文件揭露莫哈末沙烈家族濫用政府提供給國家養牛中心的部分低息貸款作為擔保，以向銀行獲得私人貸款，在吉隆坡孟沙的生態城（KL Eco City）購買8個豪華單位，市價達1200萬令吉。此外，莫哈末家族還使用國家養牛中心的公款購買私人公寓、名車、開餐館及到外國旅行。因此抵觸1989年銀行及金融機構法令第97(1)條文，并可與第103(1)(a)條文同讀。該法令第97(1)條文闡明銀行客戶的戶頭資料皆屬機密，無任何一方可擅自接觸、洩漏、散播或公諸於世這些資料。
拉菲茲被控公開一馬發展公司（1MDB）最終調查報告內容。2016年3月24日下午3時，拉菲茲在國會走廊向媒體揭露，朝聖基金局、公務員退休基金局、僱員公積金局、武裝部隊基金局和國民投資機構涉及以非常低廉的價格購買聯邦政府的土地，又向一馬發展公司（1MDB）借出4億令吉，但卻不在公司債務表里。因此抵觸1972年官方機密法令，他因沒有收藏調查報告的權利而違法所以抵觸該法令第8(c)(iii)條文。

### 第15届大选的争议行为
2022年11月17日马来西亚大选竞选期间，拉菲兹在柔佛州新山举行一场政治演讲中，他指责反貪會首席专员阿占峇基在其涉及的超额持股争议推给弟弟的表现，也不满反贪会连续两天搜查其拥有的Invoke Solutions公司。他批评反贪会的行动试图损害他的政治形象，更放话一旦希盟成功执政，他将亲自针对阿占峇基對他展开的政治迫害算账。阿占·峇基则自嘲「很害怕」，更反击称将考虑报警促查拉菲兹对他的威吓。拉菲兹发表的言论随后被各方抨击是在向反贪会首席专员诉诸威胁。选举结束后，拉菲兹随着澄清否认说过要对付阿占峇基，指是媒体误解其言论。
拉菲兹也于10月7日在媒体声明中发表时任国防部看守副部长依克马希山曾游说政府直颁自走榴弹炮合约给朋党的言论，但后者否认相关指控并向警方报案指控前者诽谤。11月17日，依克马希山向拉菲兹发出律师信函，要求后者在7天内撤下所有针对他及其家人的诽谤言论，以及公开道歉和赔偿50万令吉，否则将采取法律行动。
拉菲兹也因11月7日至9日在八打灵再也的公正党总部举行的两次新闻发布会上，指称时任环境与水务部长端依布拉欣在国会解散后，通过直接谈判的方式批准了3项数十亿令吉的防洪工程並頒發合約給朋黨。但在后者否认指控和提出在7天内道歉的要求不获理会后，端依布拉欣于11月18日正式向拉菲兹提出诽谤诉讼。拉菲兹被要求在法院判决后的14天内，通过其社交平台以及在马来文和英文报章上公开道歉，并在48小时内撤回或删除所有相关内容。在拒绝了端依布拉欣的讼求后，拉菲兹在12月5日称已收到对方的诉讼书。2025年1月28日，吉隆坡民事法庭定于3月24日举行端依布拉欣与拉菲兹之间的调解会议。

### 儿子遇袭
2025年8月13日，拉菲兹发文告称，其儿子在布城购物中心遭遇两名黑衣戴头盔的男子袭击，被以不明针筒注射，已送往博大医院治疗。他说，这是他从政以来，其家人第一次成为攻击和威胁的目标。隔日，拉菲兹在国会媒体室召开记者会时指出，其儿子遇袭或与他正在调查的一宗丑闻案件有关，并透露他在不久前曾会见一群吹哨者。拉菲兹亦透露，事件发生后他妻子收到了恐吓短讯，其中一条短讯威胁要让他们的儿子感染艾滋病，内容为：‘闭嘴！如果还继续，艾滋病！’（Diam! Andai teruskan, AIDS!）。
拉菲兹儿子被袭击事件引起众多政治人物谴责。国盟党鞭达基尤丁哈山发文告谴责时提到：“如果这一指控属实，就标示着政治上将出现越来越多的流氓政治，这是非常不健康且危险的。”“政治观点的分歧不能转化为威胁与人身暴力，更不应牵涉儿童。”达基尤丁也敦促警方尽快、透明并全面地调查此案，将肇事者绳之以法，并依法予以严惩。与拉菲兹同党的森美兰州务大臣兼公正党副主席阿敏努丁·哈仑与多位该党国会议员也强烈谴责并形容这是“懦夫行径”，威胁到公共安全。
首相安华·依布拉欣对此事感到遗憾，并称已指示内政部长，确保调查迅速且透明。雪兰莪州总警长沙兹里（Shazeli Kahar）在记者会上表示，拉菲兹儿子情况稳定，并确认警方将为其家人提供安全保护。

## 选举成绩
| 年份 | 选区             | 候选人 | 候选人               | 得票数 | 得票率 | 竞选对手                   | 竞选对手                         | 得票数 | 得票率 | 总票数  | 多数票 | 投票率 |
| ---- | ---------------- | ------ | -------------------- | ------ | ------ | -------------------------- | -------------------------------- | ------ | ------ | ------- | ------ | ------ |
| 2013 | 雪蘭莪 P100 班登 |        | 拉菲兹（人民公正党） | 48,183 | 66.73% |                            | 林展宇（马华公会）               | 21,454 | 29.71% | 73,225  | 26,729 | 87.32% |
| 2013 | 雪蘭莪 P100 班登 |        | 拉菲兹（人民公正党） | 48,183 | 66.73% | 陈瑶霖（独立人士）         | 2,415                            | 3.35%  |        | 73,225  | 26,729 | 87.32% |
| 2022 | 雪蘭莪 P100 班登 |        | 拉菲兹（人民公正党） | 74,002 | 63.98% |                            | 法力克朱比尔奥巴基里（伊斯兰党） | 25,706 | 22.23% | 115,656 | 48,296 | 77.76% |
| 2022 | 雪蘭莪 P100 班登 |        | 拉菲兹（人民公正党） | 74,002 | 63.98% | 梁国伟（马华公会）         | 11,664                           | 10.09% |        | 115,656 | 48,296 | 77.76% |
| 2022 | 雪蘭莪 P100 班登 |        | 拉菲兹（人民公正党） | 74,002 | 63.98% | 翁诗杰（人民复兴党）       | 3,323                            | 2.87%  |        | 115,656 | 48,296 | 77.76% |
| 2022 | 雪蘭莪 P100 班登 |        | 拉菲兹（人民公正党） | 74,002 | 63.98% | 娜迪雅哈纳菲（祖国斗士党） | 961                              | 0.83%  |        | 115,656 | 48,296 | 77.76% |